# Open All Night (Tankard)
Open All Night è un VHS della band thrash metal tedesca Tankard, pubblicato nel 1990 dalla Noise Records contenente un'esibione live della band a Berlino Est al Thrashing-East-Festival.

## Tracce
1. Intro + The Morning After
2. Commandaments
3. Alien
4. Open All Night
5. Maniac Forces
6. Don't Panic
7. 666 Packs
8. Shit-Faced
9. Speace Beer
10. Zombie Attack
11. Alcohol (Gang Green cover)
12. Chemical Invasion
13. (Empty) Tankard
14. Outro

## Formazione
- Andreas "Gerre" Geremia - voce
- Alex Katzmann - chitarra
- Andy Bulgaropulos - chitarra
- Frank Thowarth - basso
- Arnulf Tunn - batteria